# Ленин (ледокольный пароход)
«Ле́нин» — российский, советский ледокольный пароход, внесший значительный вклад в освоение Арктики и Северного морского пути.

## История судна
Построен в Ньюкасле, Великобритания. Представителем заказчика, наблюдавшим за ходом постройки ледокола, был корабельный инженер Евгений Замятин, впоследствии известный писатель.
Ледокол спущен на воду в 1917 году под названием «Святой Александр Невский», в честь князя Александра Ярославича Невского (1221—1263).
Конфискован в порту после Октябрьской революции в 1917 году, взят в британскую службу как HMS Alexander. Передан Белой армии в 1919 году. Выкуплен правительством РСФСР и переименован в «Ленин».
Участвовал в полярной экспедиции Отто Свердрупа 1921 года.
В 1937 году вместе с караваном из пяти судов затёрт льдами, зимовал во льдах в Море Лаптевых. Выведен ледоколом «Красин» в августе 1938 года.
Во время Великой Отечественной войны обеспечивал проводку конвоев в Арктике, за что был награждён орденом Ленина. В 1957 году передан Черноморскому морскому пароходству.
После принятия в эксплуатацию одноименного атомного ледокола в 1960 году был переименован во «Владимир Ильич».
- Почта СССР в 1976 году выпустила почтовую марку с изображением ледокола «Владимир Ильич».

## Капитаны
- 1922—1926 Николаев, Михаил Васильевич
- 1926—19?? Эгги, Карл Павлович
- 193?—19?? Койвунен, Андрей Иванович
- 1941—1941 Николаев, Николай Михайлович
- 1941—1943 Хромцов, Николай Иванович
- 1943—19?? Пустошный,Федор Матвеевич
- 1943—1945 Койвунен, Андрей Иванович
- 1950—19?? Федосеев, Федор Иванович
- 1955—195? Чубаков, Кирилл Николаевич
- 195?—19?? Милевский, Г. И.
- 19??—19?? Оводовский, Александр Михайлович